# Reuss-Greiz
Il Principato di Reuss-Greiz fu uno stato della Germania, governato dai membri della casata di Reuss. I Conti di Reuss-Greiz, Untergreiz, e Obergreiz vennero elevati al rango di principi nel 1778. I suoi membri portavano il titolo di Principe di Reuss, linea primogenita, o di Principe di Reuss-Greiz. Come i membri della casata di Reuss linea cadetta, i membri maschi della casata vennero chiamati Enrico, da Enrico I (nato nel 1693) sino a Enrico XXIV (1878-1927).
Il Principato di Reuss-Greiz aveva un'area di 317 km² e una popolazione di 71,000 (1905). La sua capitale era Greiz.
Dopo la Prima Guerra Mondiale i territori vennero riuniti e venne proclamata la repubblica.
Ad un ramo collaterale di questa famiglia appartenne anche il Feldmaresciallo Enrico XV di Reuss zu Plauen, Viceré del Lombardo-Veneto e Governatore del Veneto.

## Storia
La linea primogenita dei conti von Plauen zu Reuss acquista il titolo di contea immediata dell'impero nel 1673, alla morte di Heinrich XIV (1506-72), discendente da Heinrich II von Reuss zu Burgk (1543-08) e suo figlio Heinrich III (-1616) con diritti di voto nel collegio dei conti di Wetterau; col conte Heinrich XI (1743-1800), hanno il titolo di principato (12.05.1778). 
La numerazione progressiva dei sovrani, tutti chiamati Heinrich, inizia dal 1693 e termina con Heinrich XXIV (1902-08); arrivata a cento sarebbe dovuta ricominciare da I.
Dopo Heinrich V zu Untergreiz (1549-08) la linea si divide in:
1) Conti von Reuss zu Obergreiz:
la linea primogenita si costituisce con Heinrich IV (1597-29); nella seconda metà del XVIII secolo riassorbe la linea cadetta. 
La contessa Sophie Charlotte von Bothmer è a capo della Reggenza (1722-43) per Heinrich X (1718-23) e Heinrich XI (1722-1800). 
I loro possessi si estendono su Greitz, Burg, Dolau e Rotenthal.
Nel 1807 il principe Heinrich XIII (1800-29.1.1817) entra nella Confederazione del Reno. 
Nel 1848 con la convenzione di famiglia ai principi di Reuss Greiz è riconosciuto il possesso su Greiz, Zeulenroda e Burgk.
2) Conti von Reuss zu Untergreiz:
linea cadetta costituita da Heinrich V (1602-67), che si estingue nel 1768.

## Conti di Reuss-Greiz (1573-1778)
- Enrico XIV 1506-1572
- Enrico II 1573-1608
- Enrico III 1608-1616

## Conti di Reuss-Obergreiz (1604-1778)
- Enrico IV (1604-1629)
- Enrico I (1673-1681)
- Enrico VI (1681-1697)
- Enrico I (1697-1714)
- Enrico II (1714-1722)
- Enrico IX (1722-1723)
- Enrico XI (1723-1778)

## Conti di Reuss-Untergreiz (1564-1768)
- Enrico XIV (1564-1572)
- Enrico V (1572-1604)
- Enrico V (1604-1667)
- Enrico VII (1667-1675
- Enrico VIII (1675-1718)
- Enrico X (1718-1723)
- Enrico XIII (1723-1733)
- Enrico XII (1733-1745)
- Enrico XIII (1745-1768).

## Principi di Reuss-Greiz (1778-1918)
- Enrico XI 1778-1800
- Enrico XIII 1800-1817
- Enrico XIX 1817-1836
- Enrico XX 1836-1859
- Enrico XXII 1859-1902
- Enrico XXIV 1902-1918